# Saluda (Karolina Północna)
Saluda – miasto w Stanach Zjednoczonych, w stanie Karolina Północna, w hrabstwie Polk.